# شعب الفلفل (سيئون)
'

تعديل مصدري - تعديل

شعب الفلفل هي إحدى قرى عزلة سيئون بمديرية سيئون التابعة لمحافظة حضرموت، بلغ تعداد سكانها 42 نسمة حسب تعداد اليمن لعام 2004.